# Carlos Emery
Carlos Alberto Emery (Buenos Aires, 2 de abril de 1904 - 30 de agosto de 1992) fue un ingeniero agrónomo argentino, que ejerció como ministro de Agricultura y Ganadería en la primera presidencia de Juan Perón, entre 1947 y 1952, y como ministro de Bienestar Social en la de María Estela Martínez de Perón, en 1975.

## Biografía
Recibido de ingeniero agrónomo en la Universidad de Buenos Aires en 1927, fue docente en la cátedra de Industrias Agrícolas de la misma, mientras simultáneamente era gerente de la Asociación de Criadores de Ganado Holando-Argentino entre 1927-28. En 1928 fue nombrado rector interventor de la Universidad Nacional del Litoral. Entre 1931 y 1936 fue jefe técnico de la industria láctea  La Vascongada S.A.
Fue administrador de los campos del Ejército Argentino durante la década del 40, y se destacó por promover los estudios cartográficos y ecológicos en el país.
Tras el golpe de Estado de 1943, fue ministro de hacienda en la intervención federal de la provincia de Salta. Fue nuevamente interventor en la Universidad del Litoral en 1946, y viceinterventor de la Universidad de Buenos Aires en 1947.
En el año 1947 fue nombrado Ministro de Agricultura y Ganadería de la Nación, cargo que ocupó hasta el año 1952. Durante su gestión tuvo lugar la interrupción del aumento de la producción agropecuaria; el gobierno respondió a la crisis apoyando la producción agropecuaria y limitando la capacidad del IAPI para apoderarse de los excedentes comerciales, mientras se archivaban los proyectos de expropiación de latifundios.
Durante el resto del primer período peronista ejerció como asesor en distintas reparticiones públicas. Tras el golpe de Estado de 1955 pasó a la actividad privada, relacionándose lejanamente con la conducción peronista.
Durante la tercera presidencia de Juan Perón fue nombrado Secretario de Agricultura de la Nación, ejerciendo ese cargo hasta agosto de 1975, en que fue nombrado Ministro de Bienestar Social y Salud Pública, aunque ejerció ese cargo solamente por dos meses, ya que fue separado del cargo por su intento de investigar las actividades de la Triple A en la época de José López Rega.